# Diogmites vulgaris
Diogmites vulgaris là một loài ruồi trong họ Asilidae. Diogmites vulgaris được Carrera miêu tả năm 1947. Loài này phân bố ở vùng Tân nhiệt đới.